# MK 14

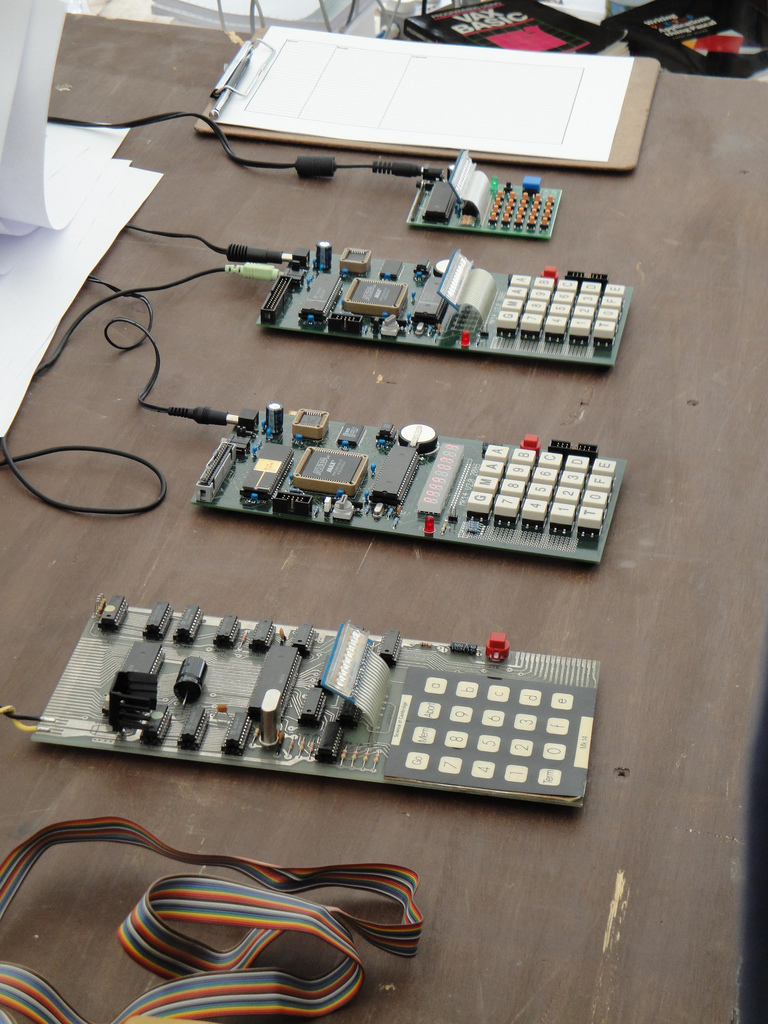
Vorne das Original, hinten Nachbauten

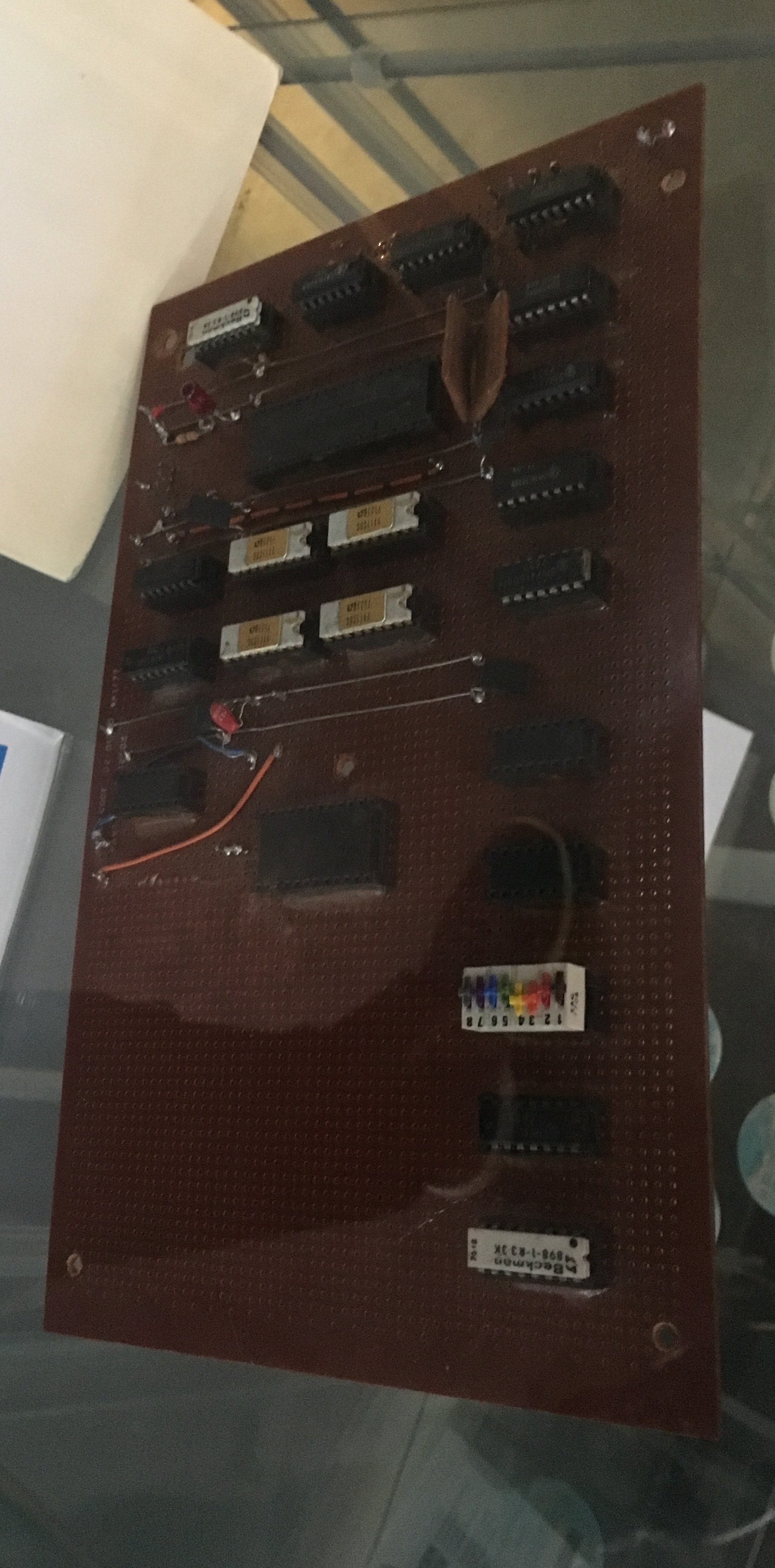
Prototyp des MK14 von Ian Williamson im Centre for Computing History, Cambridge

Der MK 14 war ein Homecomputer-Bausatz, der im Juni 1978 von dem Unternehmen Science of Cambridge des britischen Computerpioniers Clive Sinclair  auf den Markt gebracht und bis 1980 hergestellt wurde.

## Hardware
Der Entwickler Ian Williamson und Chris Curry, die das Projekt maßgeblich steuerten, wählten als CPU den einfach zu programmierenden Mikroprozessor ISP-8A/600 des Herstellers National Semiconductor, der unter dem Namen SC/MP, eine Abkürzung von „Simple Cost-effective Micro Processor“, bekannt wurde.
Standardmäßig verfügte das System über 256 Byte RAM (erweiterbar auf 640 Byte) und 512 Byte ROM. Eine Tastatur mit 20 Tasten ermöglichte die Eingabe und die Programmierung. Eine acht- bzw. neunstellige 7-Segment-Anzeige diente der Ausgabe, außerdem konnte ein Kassettenlaufwerk angeschlossen werden und die Ein-/Ausgabe-Ports waren frei programmierbar.

## Entwicklung und Verkauf
Für den vergleichsweise günstigen Preis von 39,95 Pfund bekam der Käufer eine Platine, die notwendigen Chips und etwas Dokumentation; ein Gehäuse musste selbst angefertigt werden. Trotzdem war der Rechner relativ erfolgreich; die erste Produktionscharge war innerhalb kürzester Zeit vergriffen. Bis zum Produktionsstopp 1980 wurde der MK 14 zwischen 15.000 und 50.000 mal verkauft.